# Anna Maria Ferrero
Pour les articles homonymes, voir Guerra et Ferrero (homonymie).
Anna Maria Guerra, dite Anna Maria Ferrero, est une actrice italienne, née le 18 février 1935 à Rome et morte le 21 mai 2018 à Versailles ,,.
Sa carrière cinématographique est active dans les années 1950 et 1960 où elle figure au générique d'une cinquantaine de films, dont deux téléfilms et notamment celui de Cime tempestose, l'adaptation du roman d'Emily Brontë, Les Hauts de Hurlevent.
Ex-compagne de Vittorio Gassman, elle épouse en 1962 l'acteur Jean Sorel et abandonne les plateaux de tournage l'année suivante, après une ultime apparition dans le sketch Cocaina di domenica du film Contre-sexe, de Franco Rossi.

## Biographie
Les débuts au cinéma d'Anna Maria Guerra sont dus au hasard et à l'acteur et réalisateur Claudio Gora. Il la remarque en 1949, alors qu'elle se promène dans une rue de Rome. À la recherche d’une jeune fille pour son premier film — Le Ciel est rouge, l'adaptation du roman éponyme de Giuseppe Berto — en tant que réalisateur, il l'aborde et lui propose d'effectuer des essais. Ceux-ci sont concluants et, à l'âge de 15 ans, la jeune fille est engagée pour ce film.
Elle choisit « Ferrero » comme nom d'artiste en l'honneur de son parrain, le compositeur Willy Ferrero (it).
Après ce premier film, elle tourne dans la foulée dans Le Rebelle de Naples, de Guido Brignone et dans Le Christ interdit (Il Cristo proibito), l'unique réalisation de Curzio Malaparte.
Elle enchaîne les films, avec des rôles inégaux mais joue aux côtés d'acteurs confirmés comme Michel Simon, dans Les Deux Vérités, Gina Lollobrigida, dans Les Infidèles, Marcello Mastroianni dans La Chronique des pauvres amants, Claudia Cardinale, dans Les Dauphins, Jean Marais, dans Le Capitaine Fracasse.
Elle rencontre Vittorio Gassman en 1953 dans la compagnie théâtrale Teatro d'Arte Italiano, cocréée l'année précédente par Gassmann et Luigi Squarzina, où elle est la remplaçante dans le rôle d'Ophélie. Une idylle amoureuse se noue entre eux et Gassman engage Anna Maria pour Kean, son premier film comme réalisateur. Anna Maria tourne quatre autres films avec Gassman : Guerre et paix, Le Chevalier de la violence, Les Surprises de l'amour et L'Homme aux cent visages.
Parallèlement à sa carrière au cinéma, elle est comédienne, de 1953 à 1959, au sein de la compagnie Teatro d'Arte Italiano. Elle y joue, respectivement, dans Hamlet le rôle d'Ophélie, dans Othello ou le Maure de Venise le rôle de Desdémone, dans Irma la douce, d'Alexandre Breffort, dans Ornifle ou le Courant d'air, de Jean Anouilh et dans I tromboni, de Federico Zardi.
Anna Maria Ferrero épouse l'acteur Jean Sorel le 28 janvier 1962 et décide, l'année suivante, de mettre un terme à sa carrière cinématographique. Sa dernière apparition sur le grand écran est dans le sketch Cocaina di domenica du film Contre-sexe, de Franco Rossi.
Anna Maria Ferrero est morte à Paris le 21 mai 2018 à l'âge de 83 ans.

## Filmographie
- 1950 : Le ciel est rouge (Il cielo è rosso) de Claudio Gora : Giulia
- 1950 : Le Rebelle de Naples (Il conte di Sant'Elmo) de Guido Brignone : Laura Cassano
- 1951 : Le Christ interdit (Il Cristo proibito) de Curzio Malaparte : Maria
- 1951 : Lorenzaccio (it) de Raffaello Pacini (it) : Luisa Strozzi
- 1951 : Demain est un autre jour (Domani è un altro giorno) de Léonide Moguy : Giulia
- 1952 : Ragazze da marito d'Eduardo De Filippo : Anna Maria Mazzillo
- 1952 : Les Deux Vérités (Le due verità) d'Antonio Leonviola : Maria-Luce Carlinet
- 1952 : Sais-tu que les coquelicots... (Lo sai che i papaveri...) de Vittorio Metz et Marcello Marchesi : Pierina Zacchi
- 1952 : Chansons du demi-siècle (Canzoni di mezzo secolo) de Domenico Paolella
- 1952 : La Muette de Portici (La muta di Portici) de Giorgio Ansoldi
- 1953 : Siamo tutti inquilini de Mario Mattoli : Anna Perrini
- 1953 : Napoletani a Milano, d'Eduardo De Filippo : Nannina
- 1953 : Une Parisienne à Rome (Una parigina a Roma) d'Erich Kobler (de)
- 1953 : La Fièvre de vivre (Febbre di vivere) de Claudio Gora : Elena
- 1953 : Les Infidèles (Le infedeli) de Mario Monicelli et Steno : Cesarina
- 1953 : Des gosses de riches (Fanciulle di lusso) de Bernard Vorhaus : Valérie De Beranger
- 1953 : Les Vaincus (I vinti) de Michelangelo Antonioni : Marina
- 1953 : Les Amants de Villa Borghese (Villa Borghese) de Vittorio De Sica et Gianni Franciolini : Anna Maria Del Balzo
- 1953 : Verdi (Giuseppe Verdi) de Raffaello Matarazzo  : Margherita Barezzi Verdi
- 1953 : Le Capitaine fantastique (Capitan Fantasma) de Primo Zeglio
- 1953 : Viva la rivista! (it) d'Enzo Trapani
- 1954 : La Chronique des pauvres amants (Cronache di poveri amanti) de Carlo Lizzani : Gesuina
- 1954 : Les Enfants de la violence (Guai ai vinti) de Raffaello Matarazzo : Clara
- 1955 : Totò e Carolina de Mario Monicelli : Carolina De Vico
- 1955 : La Rivale (La rivale) d'Anton Giulio Majano : Barbara Candi
- 1955 : La Vengeance du faucon d'or (Il falco d'oro) de Carlo Ludovico Bragaglia : Fiammetta
- 1955 : Canzoni di tutta Italia de Domenico Paolella
- 1955 : La Veuve (La vedova X) de Lewis Milestone : Adriana
- 1956 : Kean, de Vittorio Gassman et Francesco Rosi : Anna Damby
- 1956 : Le Chevalier de la violence (Giovanni dalle Bande Nere) de Sergio Grieco : Anna
- 1956 : Guerre et Paix (War and Peace) de King Vidor : Maria Bolkonskaïa
- 1956 : Cime tempestose (it), de Mario Landi, l'adaptation du roman d'Emily Brontë, Les Hauts de Hurlevent - TV
- 1957 : Suprême Confession (Suprema confessione) de Sergio Corbucci : Giovanna Siri
- 1957 : Le Fils du cheik (Gli amanti del deserto) de Goffredo Alessandrini, Gianni Vernuccio, Fernando Cerchio, Ricardo Muñoz Suay (es) et León Klimovsky
- 1958 : La Flèche noire de Robin des Bois (Capitan Fuoco) de Carlo Campogalliani : Anna
- 1959 : Les Surprises de l'amour (Le sorprese dell'amore) de Luigi Comencini : Mariarosa
- 1959 : Les Garçons (La notte brava) de Mauro Bolognini : Nicoletta
- 1960 : Le Bossu de Rome (Il gobbo) de Carlo Lizzani : Ninetta
- 1960 : Austerlitz, d'Abel Gance : Elisa Bonaparte
- 1960 : L'Homme aux cent visages (Il mattatore) de Dino Risi : Annalisa Rauseo
- 1960 : Culpables d'Arturo Ruiz Castillo (es)
- 1960 : Les Dauphins (I delfini) de Francesco Maselli : Marina Castelfranco
- 1960 : L'impiegato de Gianni Puccini : Joan
- 1960 : Gastone de Mario Bonnard : Nannina
- 1961 : Le Capitaine Fracasse de Pierre Gaspard-Huit : Marquise des Bruyères
- 1961 : Les partisans attaquent à l'aube (Un giorno da leoni) de Nanni Loy : Ida
- 1961 : Traqués par la Gestapo (L'oro di Roma) de Carlo Lizzani : Giulia
- 1962 : Un dimanche d'été (Una domenica d'estate) de Giulio Petroni : Milena
- 1962 : La Bataille de Naples (Le quattro giornate di Napoli) de Nanni Loy
- 1963 : Un marito in condominio d'Angelo Dorigo : Giuliana
- 1964 : Contre-sexe (Controsesso) sketch Cocaina di domenica, de Franco Rossi : Marcella Cioffi

## Rôles au théâtre
- 1953-1954 : Ophélie dans Hamlet, de William Shakespeare,
- 1956-1957 : Desdémone dans Othello ou le Maure de Venise, de William Shakespeare
- 1958-1959 : Irma la douce, d'Alexandre Breffort
- 1958-1959 : Marguerite dans Ornifle ou le Courant d'air, de Jean Anouilh
- 1958-1959 : La fille, dans I tromboni, de Federico Zardi

## Autres images

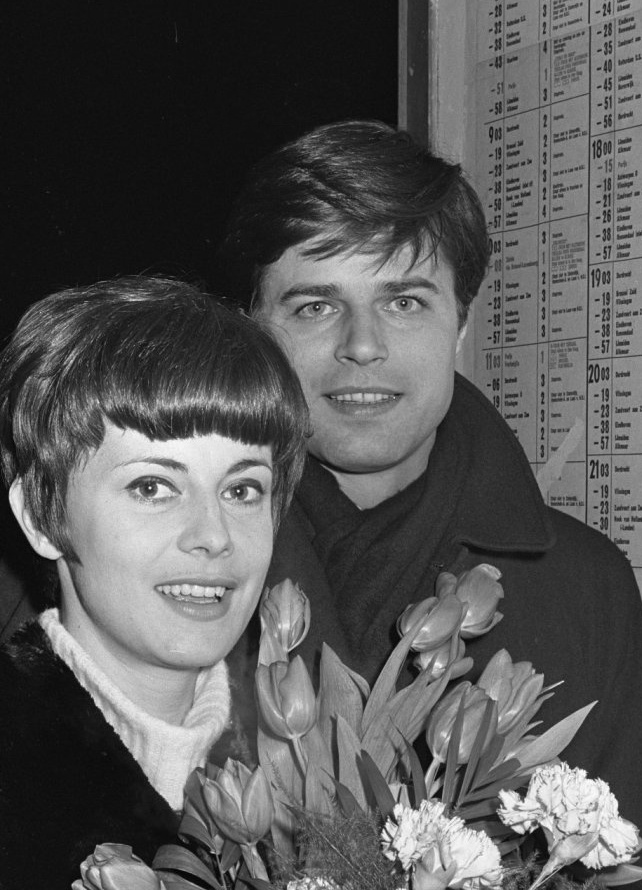
Ferrero et Jean Sorel
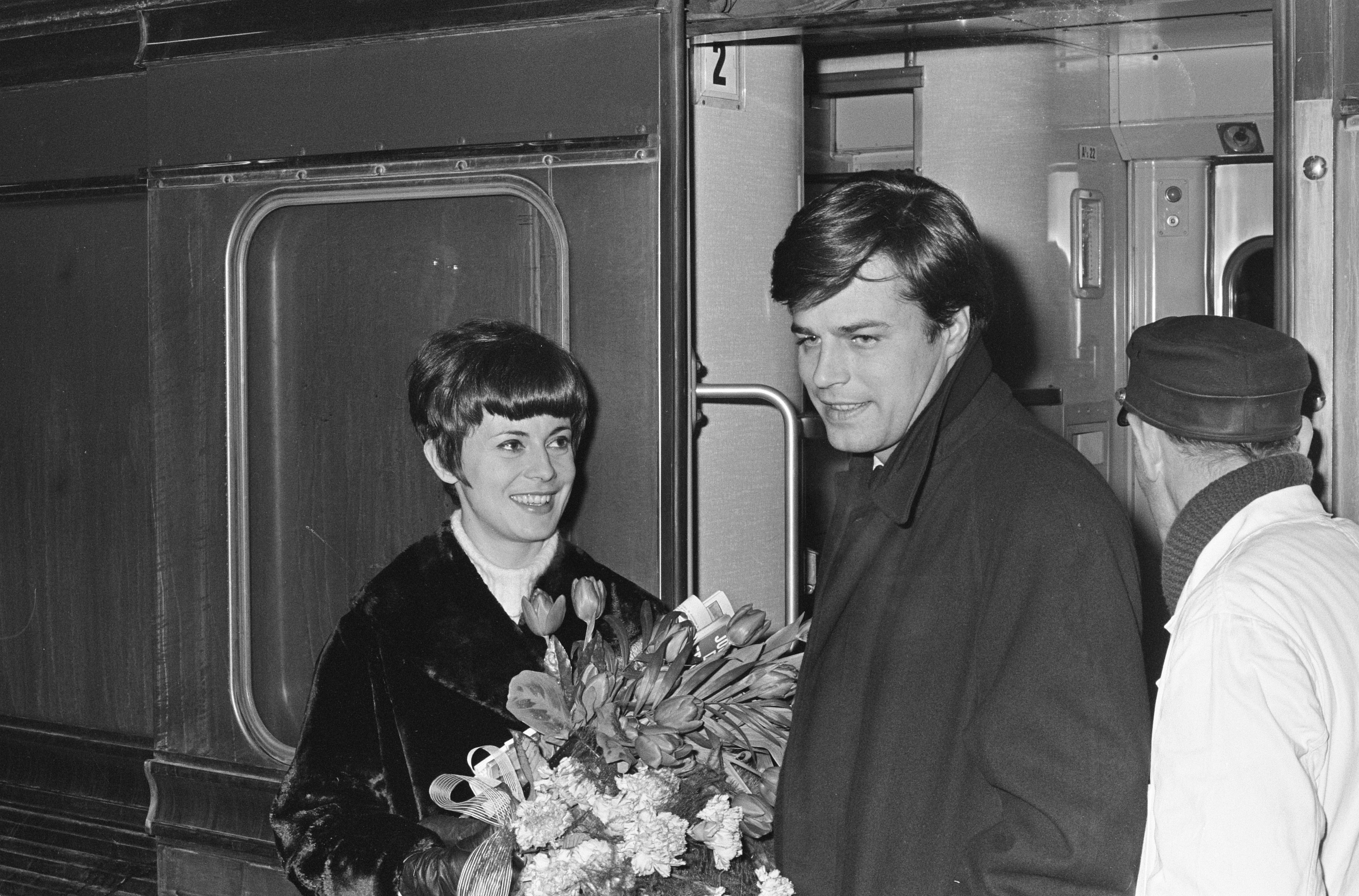
Jean Sorel et Ferrero à la gare centrale d'Amsterdam.
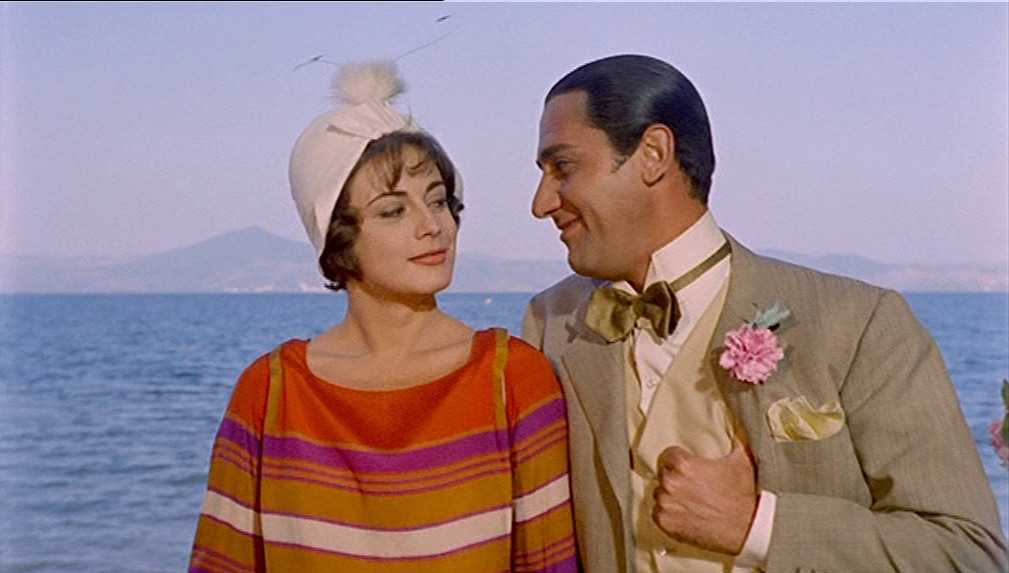
Ferrero et Alberto Sordi dans Gastone (1960).